# SV Neukirchen
Der SV Neukirchen (vollständiger Name: Spielverein Neukirchen 21 e. V.) ist ein Sportverein aus Neukirchen-Vluyn. Zwischen 1961 und 1963 spielte die ehemalige Fußballabteilung für zwei Jahre in der 2. Liga West, damals die zweithöchste Spielklasse.

## Geschichte
Der Verein wurde im Jahre 1921 gegründet und hatte bis zum Zweiten Weltkrieg nur lokale Erfolge erzielen können. In den Jahren 1941 und 1942 bildete der Verein zusammen mit dem Verein Post SV Moers die Kriegsspielgemeinschaft Neukirchen-Moers. Nachdem sich ab 1946 die Niederrheinische Bergwerks AG in Person von Paul Hofmann für den Verein einsetzte, begann die erfolgreichste Zeit des Spielvereins. Im Jahre 1949 stieg die Mannschaft in die Landesliga Niederrhein, die seinerzeit höchste Amateurspielklasse, auf. Nach einer Vizemeisterschaft 1952 verpassten die Neukirchener 1956 nach einer Ligareform die Qualifikation für die neugeschaffene Verbandsliga Niederrhein. Ein Jahr später schaffte der Spielverein die Rückkehr in das niederrheinische Oberhaus. Im Jahre 1961 sicherte sich der Verein die Niederrheinmeisterschaft nach einem 2:1-Sieg im Entscheidungsspiel gegen den VfB Lohberg. Als Zweiter der Aufstiegsrunde hinter dem Siegburger SV 04 und vor Germania Datteln schaffte der Spielverein den Aufstieg in die 2. Liga West.
In der Saison 1961/62 belegte die Mannschaft auf Anhieb den sechsten Platz und schlug zu Hause renommierte Vereine wie den VfL Bochum und Rot-Weiss Essen. Gegen Essen wurde mit 13.000 Zuschauern der noch heute gültige Vereinsrekord aufgestellt. Ein Jahr später verpasste der Spielverein als Dreizehnter den Sprung in die neu geschaffene Regionalliga West. Nach dem Abstieg hielt sich die Mannschaft noch zwei Jahre in der Verbandsliga Niederrhein und stieg 1965 in die Landesliga ab. 1970 gelang noch einmal der Aufstieg in die Verbandsliga, doch schon nach einem Jahr ging es zurück in die Landesliga. Der Absturz in die Bezirksliga folgte 1978. In der Saison 2009/10 wurde der Spielverein Meister der Bezirksliga und stieg in die Landesliga auf. Zwei Jahre später begann erneut der sportliche Absturz. In der Saison 2012/13 spielte die Mannschaft wieder in der Bezirksliga, schaffte aber nicht den Klassenerhalt und nahm seitdem am kreislichen Spielbetrieb teil.

## Persönlichkeiten
- Ahmet Engin
- Thomas Geist
- Franz Islacker
- Emil Meisen
- Konstantinos Mitroglou
- Klaus Quinkert

## Nachfolgeverein FC Neukirchen-Vluyn
Am 5. Februar 2018 fusionierte die Fußballabteilung des SV Neukirchen mit dem im Jahre 1909 gegründeten Verein TuS Preußen Vluyn und dem Jugendförderverein Vluyn zum FC Neukirchen-Vluyn.
Der TuS Preußen Vluyn wurde im Jahre 1909 als Turnverein Jahn Vluyn gegründet. Im Jahre 1924 spaltete sich die Fußballabteilung als SC Preußen Vluyn ab. Schließlich fusionierten im Jahre 1949 der Turnverein Jahn und der SC Preußen zum TuS Preußen Vluyn, der zwischen 1981 und 1984 in der Landesliga spielte und mit Konstantinos Mitroglou einen griechischen Nationalspieler und mit Julian Korb einen späteren Bundesligaspieler hervorbrachte.
Gleich in der ersten Saison musste der Verein in die Kreisliga B absteigen, schaffte aber in der folgenden Saison 2019/20 den direkten Wiederaufstieg. Zwei Jahre später stieg die Mannschaft in die Bezirksliga auf, wo die Neukirchener 2024 und 2025 jeweils Dritter wurden.